# Фуипьяно-Валле-Иманья
Фуипьяно-Валле-Иманья (итал. Fuipiano Valle Imagna) — коммуна в Италии, располагается в регионе Ломбардия, в провинции Бергамо.
Население составляет 240 человек (2008 г.), плотность населения составляет 60 чел./км². Занимает площадь 4 км². Почтовый индекс — 24030. Телефонный код — 035.
В первое воскресение сентября в коммуне празднуется Рождество Пресвятой Богородицы. Покровителем коммуны почитается святой Иоанн Креститель.

## Демография
Динамика населения:

## Администрация коммуны
- Официальный сайт: